# Naďa Hynková Dingová
Naďa Hynková Dingová (16. února 1975 – 27. května 2024) byla česká tlumočnice do znakového jazyka.

## Život
Naďa Dingová se narodila 16. února 1975. Vystudovala Divadelní fakultu Janáčkovy akademie múzických umění a Pedagogickou fakultu Masarykovy univerzity. Tlumočení do znakového jazyka se věnovala od roku 1997. V letech 2001–2005 byla místopředsedkyní České komory tlumočníků znakového jazyka a posléze v letech 2006–2011 její předsedkyní. Od roku 2007 působila jako soudní tlumočnice. V roce 2011 získala doktorát v oboru český jazyk na Filozofické fakultě Univerzity Karlovy. Do znakového jazyka tlumočila rovněž divadelní představení, hudební koncerty a od roku 2020 zpravodajství v České televizi. V srpnu 2022 jí byla diagnostikována rakovina tlustého střeva, které v květnu 2024 podlehla.